# Église Saint-Nicolas de Bray-sur-Somme
L'église Saint-Nicolas de Bray-sur-Somme est située au centre du bourg de Bray-sur-Somme dans le département de la Somme à environ 30 km à l'est d'Amiens.

## Histoire
L'église de Bray fut élevée sur les ruines d’un ancien moutier construit par les moines de Saint-Riquier. Elle daterait du XIIe siècle et fut remaniée au XVIe. En 1793, au cours de la Révolution française, le mobilier de l'église fut confisqué par les autorités. L'édifice est protégé au titre des monuments historiques : classement par arrêté du 11 avril 1908. Les combats de la Première Guerre mondiale, l'endommagèrent : en février 1915, les vitraux et la tour du clocher furent détruits par des obus allemands tombés à proximité. L'église fut restaurée durant l'entre-deux-guerres.

## Caractéristiques

### Extérieur
L'édifice en pierre du pays (calcaire jaune et tendre) mesure 38 m de long et 18 m de large, avec 14 m de haut pour la voûte du chœur et 11 m pour celle de la nef. Cette église, construite en partie durant la transition entre le style roman et le style gothique au XIIe siècle a subi plusieurs transformations notamment au XVIe siècle comme le montrent les grandes fenêtres de style gothique flamboyant et l'absence de chapiteau en haut des colonnes.
La tour-clocher date du XVIIIe siècle, elle fut achevée en 1745 et s’élève à 35 mètres de hauteur. Endommagé pendant la Grande Guerre, le clocher fut doté d'un toit plus pentu qu’auparavant. La nef, moins élevée que le chœur, n'a été voûtée qu'au XIXe siècle lors de la restauration de l'ensemble du bâtiment. Le chœur s'élève sur trois niveaux : le premier doté d'une arcature romane aveugle, le deuxième est gothique, le troisième présente des lancettes accentuées.

### Intérieur
Il reste du mobilier ancien et des œuvres d'art de l'église classés monuments historiques au titre d'objets:
- une statue de la Vierge à l'Enfant (hauteur : 1,17 m), en bois (fin du XVIIe siècle)[5] ;
- un tableau représentant le Reniement de saint Pierre (2,80 m x 1,35), huile sur toile (fin du XVIIe siècle)[6] ;
- une chaire à prêcher en bois (1756)[7] ;
- un confessionnal en bois (XVIIIe siècle)[8].
- un orgue de tribune du XVIIIe siècle[9] (la partie instrumentale n'est plus visible).

Un bas-relief représentant une salamandre, emblème du roi de France François Ier.

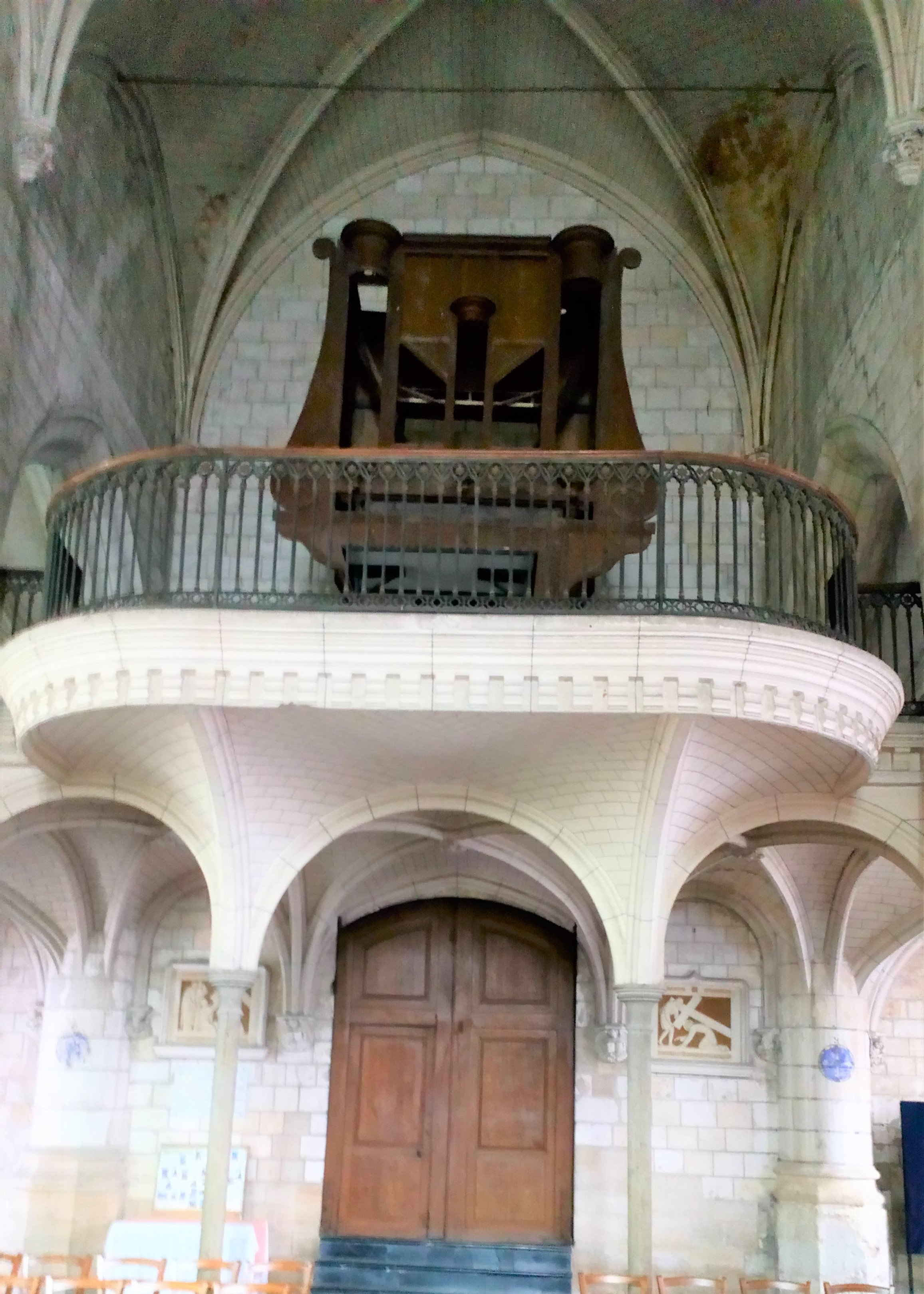
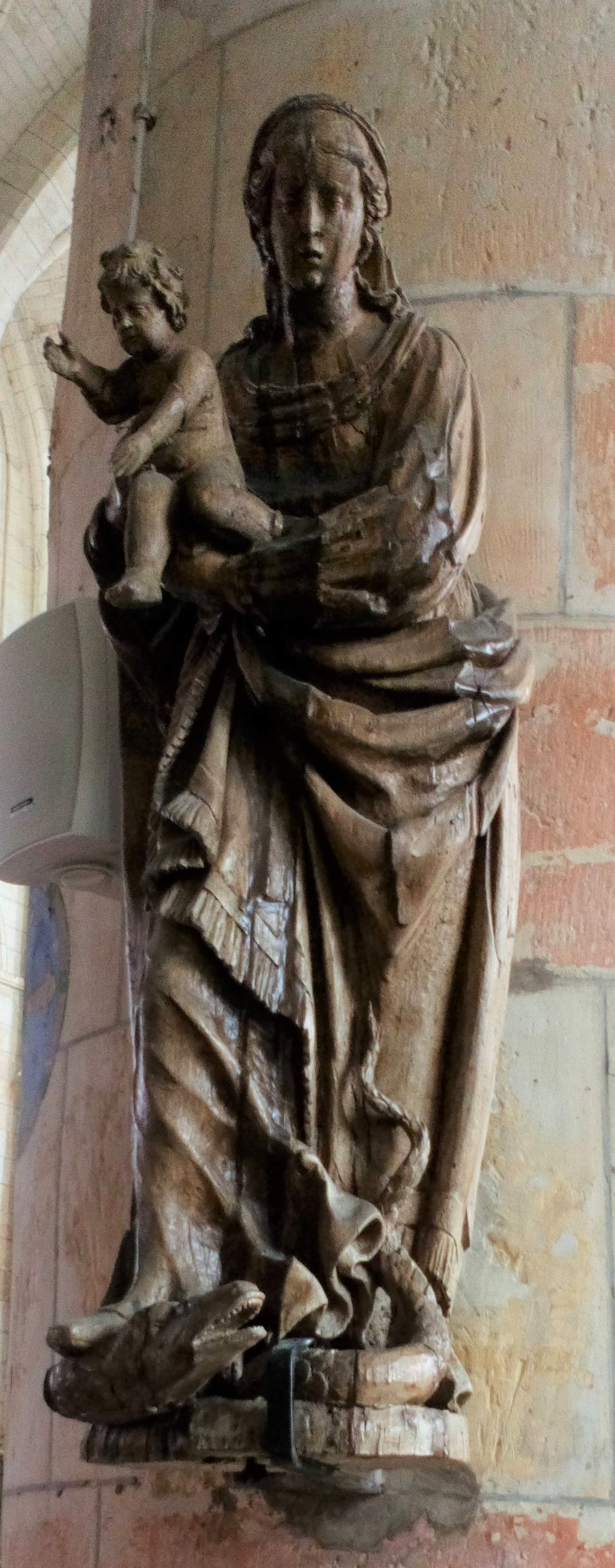
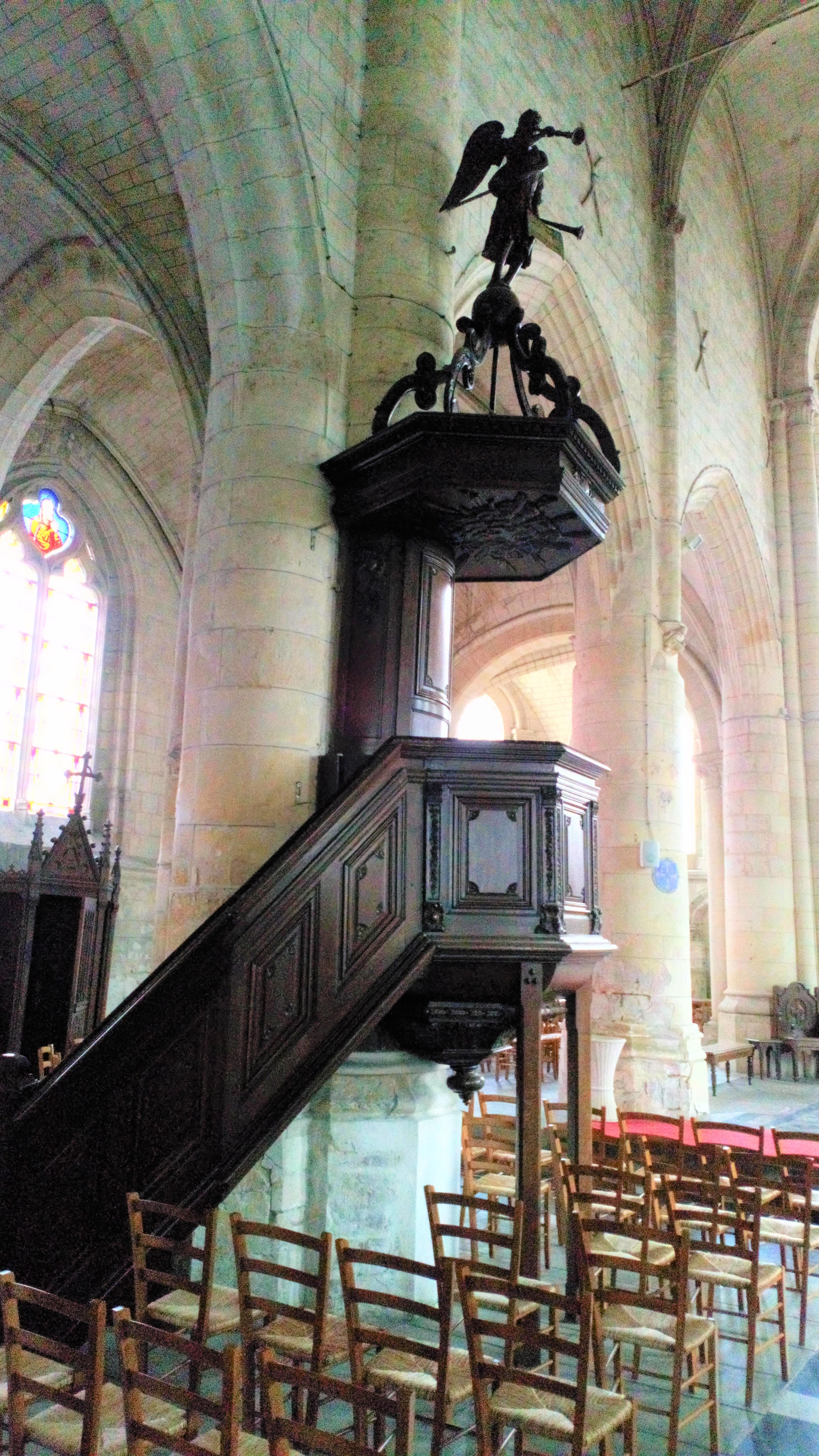